# 910
Năm 910 là một năm trong lịch Julius.

## Sinh
- Hedwig của Saxony, mẹ của Hugh Capet

## Mất
- 23 tháng 12 - Naum of Preslav, học giả tiếng Bulgaria
- Vua Alfonso III của Leon
- Wei Zhuang